# Pardubitz (Adelsgeschlecht)

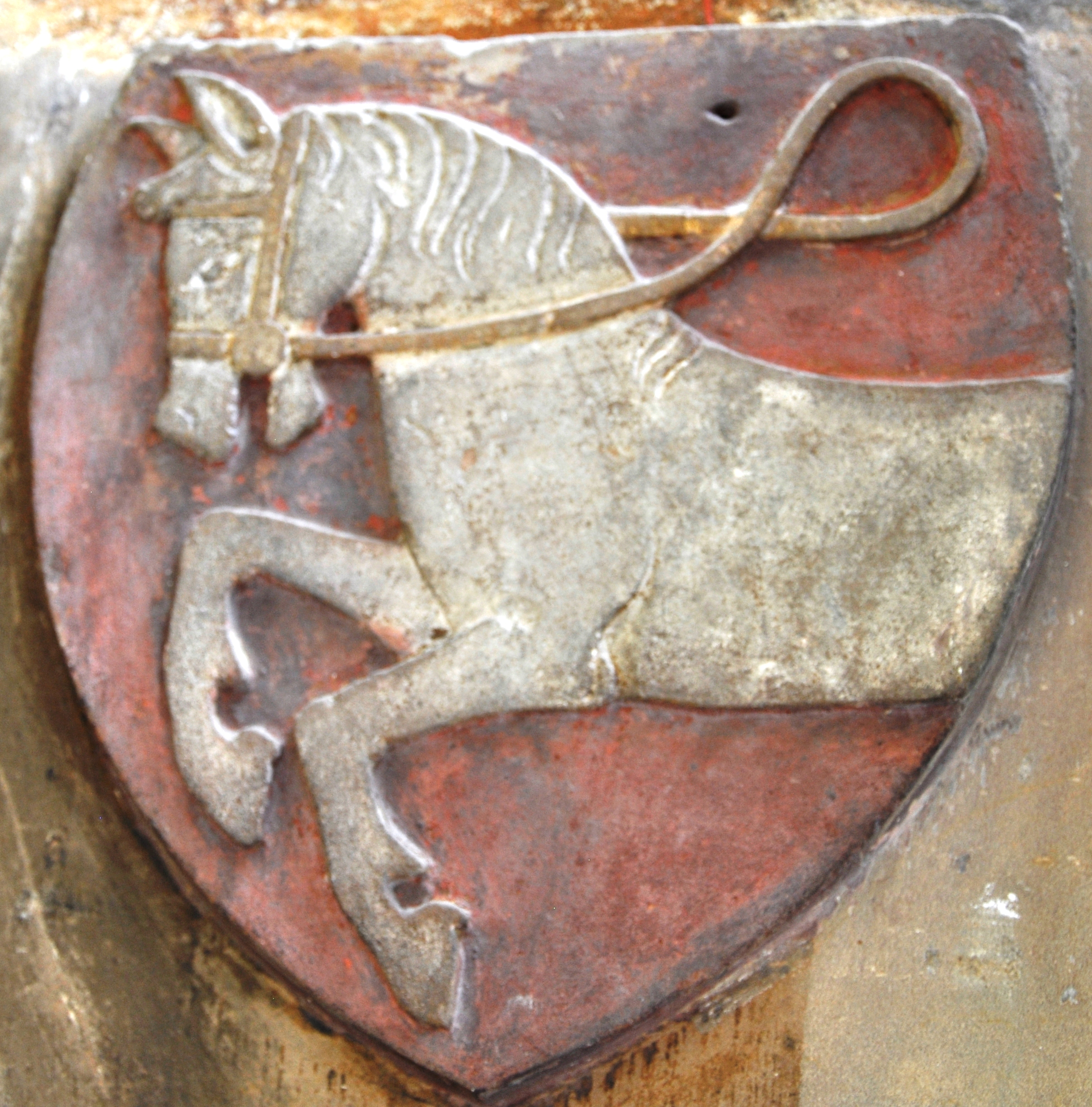
Wappen derer von Pardubitz

Das Adelsgeschlecht von Pardubitz (tschechisch Páni z Pardubic) stammte vermutlich von den Vladiken von Hostin (z Hostině, auch z Hostyňe) ab. Die bisher vermutete Stammes- und Wappenverwandtschaft mit den Herren von Malowetz (Malovcové z Malovic) konnte durch die neueste Forschung widerlegt werden.

## Herkunft und Familie
Ältestes bekannt gewordenes Familienmitglied war Ernst von Hostina (lateinisch Arnestus de Hostina, tschechisch Arnošt z Hostýně, auch Arnošt z Hostýně starší bzw. Arnošt z Hostinné starší), dessen Namenszusatz vom heutigen Hostinka bei Böhmisch Skalitz in Ostböhmen abgeleitet sein soll. Er war um 1300 Burggraf von Glatz; zudem gehörten ihm auch Stará bei Jitschin. Zwischen 1327 und 1330 tauschte er mit Puta von Dauba (Půta z Dubé) seine Herrschaft Vízmburk (Wiesenburg) in Ostböhmen gegen die Herrschaft Pardubitz.
Ernst von Hostina der Ältere war mit einer Adlička verheiratet, deren Herkunft nicht bekannt ist. Ihr Vorname ist in einer Urkunde des Papstes Clemens VI. vom 11. Januar 1343 enthalten, der „Adelheyde de Stara“ auf Bitten ihres ältesten Sohnes Ernst/Arnestus einen Ablass für ihre Sterbestunde gewährte. Ihr fielen bereits 1342 testamentarisch als Wittum das Gut Stará zu sowie das Städtchen Libáň und die drei Dörfer Hřmin, Važice und Sedliště. 
Seinen vier Söhnen hinterließ Ernst von Hostina der Ältere neben der Burg Pordubitz und der neuen Stadt Pardubitz („cum civitate nova“) sowie der Herrschaft Pardubitz die Dörfer Ostřešany, Bukovina (u Přelouče), Černá za Bory, Rybářská Lhota und Lhota (u Přivozu), außerdem weitere Burgen, Höfe, Städte und Dörfer mit allem Zubehör. Da damals nur der älteste Sohn Ernst/Arnestus volljährig war, standen die drei jüngeren Söhne zunächst unter dessen Vormundschaft. Den Kindern seines verstorbenen Bruders Dětrich bzw. Jetřich z Hostýně/z Hostinné („Theoderich de Hostina“) übertrug er das Familiengut Hostinka. Auch sie standen zunächst unter der Vormundschaft des Ernst/Arnestus von Pardubitz, der ein Jahr später Bischof von Prag wurde.
Ernst von Hostina der Ältere, der 1342 starb, ist für das Jahr 1332 als „Arnestus de Hostina“ belegt. Als er am 29. Dezember 1340 in Stará sein Testament abfasste, benutzte er das Prädikat „Arnestus de Stara“. Den Namenszusatz von Pardubitz (z Pardubic) benutzte er nie. Sein Leichnam wurde in der Kirche des heiligen Ägidius (tschechisch sv. Jilji) beigesetzt, die sich im damaligen Dorf Pardubičky befand, das er 1332 dem Cyriakus-Orden der Brüder von der Buße der Märtyrer bei der Pardubitzer St.-Bartholomäus-Kirche geschenkt hatte. Das Grabmal Ernsts des Älteren befindet sich heute im Východočesky-Museum in Pardubice. Nach Untersuchungen des Pardubitzer Geologen Jaroslav Jahn (1865–1934) aus dem Jahre 1920 stammt der für das Grabmal verwendete Stein aus einem Glatzer Marmorbruch.
Ernst von Hostina der Ältere hatte vier Söhne, die ab etwa 1340 den Namenszusatz von Pardubitz (z Pardubic) benutzten:
- Ernst von Pardubitz (Arnošt z Pardubic, auch Arnošt z Pardubic mladší) war erster Erzbischof von Prag und enger Vertrauter des böhmischen Königs und Kaisers Karl IV. Er ließ die Festung Pardubitz zu einer Burg umbauen. Nach dem Tod seines Vaters Ernst der Ältere 1342 war er Vormund seiner noch nicht volljährigen Brüder Bohuslav, Smil und Wilhelm sowie der ebenfalls noch minderjährigen Kinder seines Onkels Dětrich bzw. Jetřich z Hostýně/z Hostinné (Theoderich de Hostina). Ernst/Arnošt der Jüngere benutzte bis etwa 1340 den Namenszusatz „de Hostina“ und danach überwiegend „de Pardubic“. Vermutlich weil er vor 1339 mehrere Jahre im Ausland studierte, benutzte er das Prädikat „de Stara“ nie.
- Bohuslav von Pardubitz (Bohuslav z Pardubic, auch Bohuš bzw. Bohuta z Pardubic) wurde erstmals 1342 erwähnt. Damals war er bereits Dekan des St.-Apolinaris-Kollegiatstifts in Sadská, das 1362 nach Prag verlegt wurde. 1343 folgte ein Kanonikat am Kollegiatstift Allerheiligen auf der Prager Burg. 1347 wurde Bohuslav vom böhmischen König und späteren Kaiser Karl IV. zum Propst des Kollegiatstifts bei St. Stephan in Leitmeritz ernannt. 1348 folgte ein Kanonikat in Breslau und Magdeburg, 1356 in Olmütz. 1355/56 begleitete er den Hof Karls IV. nach Nürnberg. Er starb am 9. Dezember 1358.[4]
- Smil von Pardubitz (Smil z Pardubic) wurde etwa 1325 geboren. Erstmals urkundlich erwähnt wurde er 1349, als er die Verwaltung der Herrschaft Pardubitz übernahm. Zusammen mit seinen Brüdern Ernst und Wilhelm gründete er 1350 das Augustiner-Chorherrenstift Glatz. Starb etwa 25-jährig 1358 oder später.
- Wilhelm von Pardubitz (Vilém z Pardubic) wurde erstmals 1350 erwähnt, als er zusammen mit seinen Brüdern Ernst und Smil das Augustiner-Chorherrenstift in Glatz gründete. Erbte nach dem Tod seiner Mutter Staré Hrady und benutzte danach den Namenszusatz „de Stara“. Nach Smils Tod 1358 erbte er den Pardubitzer Besitz. Vor 1361 erwarb er die Herrschaft Rychmburk.[5] Außerdem war er Burgherr der bischöflichen Burg Červená Řečice.
  - Wilhelms Sohn Smil Flaška von Pardubitz war ein bekannter Dichter. Er erbte von seinem Vater das Gut Staré Hrady und Rychmburk. Den Pardubitzer Besitz verlor er 1391 nach einem Rechtsstreit mit König Wenzel IV.[6]

## Wappen

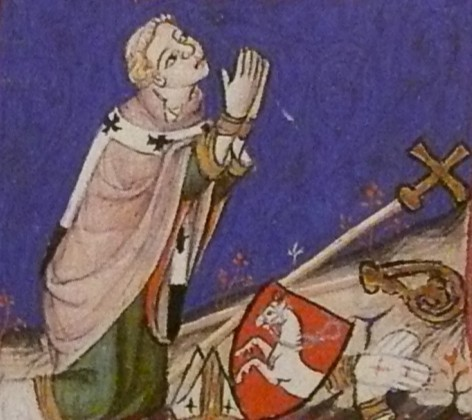
Ernst von Pardubitz, Erzbischof von Prag, mit seinem Wappenschild (14. Jahrhundert)

Das Wappen der Herren von Pardubitz war ein oberhalber Teil eines golden gezäumten silbernen Rosses auf rotem Grund mit nach rechts gedrehtem Kopf. Das Wappen, das Wilhelm von Pardubitz benutzte, war identisch, jedoch mit nach links gedrehtem Kopf.

## Besitzungen
- Ernst von Hostině der Ältere erhob nach 1332 Pardubitz zur Stadt. In einem Rechtsstreit seines Enkels Smil Flaška von Pardubitz gegen König Wenzel IV. ging Pardubitz jedoch 1391 verloren.
- Die im Umkreis von Pardubitz liegenden Dörfer Ostřešany, Bukovina u PřeloučeBukovina, Černá u Bohdanče, Rybářská Lhota und Lhota (u Přivozu).
- Staré Hrady mit dem Städtchen Libáň sowie den drei Dörfern Hřmin, Važice und Sedliště erhielt nach dem Tod von Ernst d. Ä. (1342) seine Frau Adlička, nach ihr Sohn Wilhelm/Vilém.
- Die Herrschaft Hlinsko, Chrudimer Kreis, die sie um 1361 erwarben, blieb in ihrem Besitz bis 1439.
- Die Herrschaft Richenburg, Chrudimer Kreis, auf der Smil Flaška von Pardubitz seinen Wohnsitz nahm, war schon vor 1361 in ihrem Besitz.
- Die Stammherrschaft Hostině, Königgrätzer Kreis, blieb im Besitz des Dětřich von Hostině (Theoderich de Hostina) und seinen Nachkommen.